# ۱۲۰-خانه
در هندسه، ۱۲۰-خانه (انگلیسی: 120-cell) به یک ۴-چندبر محدب منتظم (تعمیم جسم افلاطونی در فضای چهار بعدی) با نماد شلفلی  {۵٬۳٬۳} گفته می‌شود. محیط ۱۲۰-خانه از اتصال ۱۲۰ دوازده‌وجهی منتظم تشکیل می‌شود که روی هم ۷۲۰ وجه پنج‌ضلعی منتظم، ۱۲۰۰ ضلع، و ۶۰۰ رأس دارند. در هر ضلع سه خانه (دوازده‌وجهی منتظم) به هم می‌رسند. مزدوج این چندبر ۶۰۰-خانه است.